# Foothills County
Das Foothills County ist einer der 63 „municipal districts“ in Alberta, Kanada. Der Verwaltungsbezirk liegt in der Calgary Region und gehört zur „Census Division 6“. Der Bezirk wurde zum 23. Dezember 1912 eingerichtet (incorporated als „Local Improvement District“) und sein Verwaltungssitz befindet sich in High River.
Der Verwaltungsbezirk ist für die kommunale Selbstverwaltung in den ländlichen Gebieten sowie den nicht rechtsfähigen Gemeinden, wie Dörfern und Weilern und ähnlichem, zuständig. Für die Verwaltung der Städte (City) und Kleinstädte (Town) in seinen Gebietsgrenzen ist er nicht zuständig.

## Lage
Der „Municipal District“ liegt im zentralen Süden der kanadischen Provinz Alberta, unmittelbar südlich von Calgary und wird vom Sheep River sowie dem Highwood River durchflossen. Im Nordwesten kennzeichnet der Bow River den Grenzverlauf des Bezirks.
Die Hauptverkehrsachsen des Bezirks sind in Nord-Süd-Richtung der Alberta Highway 2 und der Alberta Highway 22 sowie in Ost-West-Richtung der Alberta Highway 7 und der Alberta Highway 23. Da der Alberta Highway 2 durch den Bezirk führt, verläuft auch der CANAMEX Corridor durch den Bezirk. Außerdem verläuft eine der Hauptstrecken der Canadian Pacific Railway durch den Bezirk.
Mit dem Brown-Lowery Provincial Park und dem Bragg Creek Provincial Park befinden sich zwei der Provincial Parks in Alberta im Bezirk.
Im Nordosten des Bezirks befindet sich ein Reservat (Eden Valley No. 216) verschiedener Gruppen der Stoney, Völkern der First Nation. Laut dem „Census 2016“ leben in dem insgesamt nur 17,65 km² großen Reservat 596 Menschen.
| Rocky View County                      | City of Calgary                             | Rocky View County/ Wheatland County |
| Kananaskis Improvement District        | Kompassrose, die auf Nachbargemeinden zeigt | Vulcan County                       |
| Municipal District of Ranchland No. 66 | Municipal District of Willow Creek No. 26   | Municipal District of Taber         |

## Bevölkerung
| Jahr | Erhebung          | Einwohner | Änderung | Fläche (km²) | Bev.-dichte (EW/km²) |
| ---- | ----------------- | --------- | -------- | ------------ | -------------------- |
| 2016 | Volkszählung 2016 | 22.766    | + 7,1 %  | 3636,80      | 6,3                  |
| 2011 | Volkszählung 2011 | 21.258    | + 7,7 %  | 3642,90      | 5,8                  |

## Gemeinden und Ortschaften
Folgende Gemeinden liegen innerhalb der Grenzen des Verwaltungsbezirks:
- Stadt (City): keine
- Kleinstadt (Town): Black Diamond, High River, Okotoks, Turner Valley
- Dorf (Village): Longview
- Weiler (Hamlet): Aldersyde, Blackie, Cayley, De Winton, Heritage Pointe, Millarville, Priddis, Priddis Greens

Außerdem bestehen noch weitere, noch kleinere Ansiedlungen.